# Ashville (Ohio)

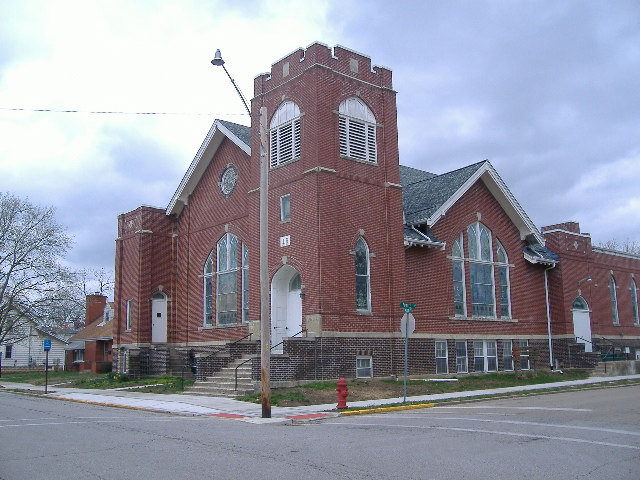
Ashville - kościół metodystów

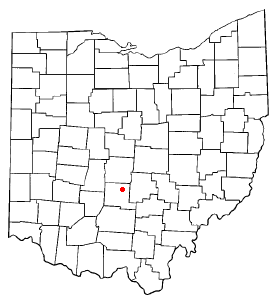
Ashville na planie stanu Ohio

Ashville – wieś w USA, w hrabstwie Pickaway, w stanie Ohio. Miejscowość istnieje oficjalnie od roku 1880, a aktualnie burmistrzem wsi jest Charles K. Wise.
W roku 2010, 29,3% mieszkańców było w wieku poniżej 18 lat, 9,8% było w wieku od 18 do 24 lat, 29,6% miało od 25 do 44 lat, 21,9% miało od 45 do 64 lat,  a 9,5% było w wieku 65 lat lub starszych. We wsi było 48,5% mężczyzn i 51,5% kobiet.
Liczba mieszkańców w 2010 roku wynosiła 4 097, a w roku 2012 wynosiła 4 115.
W miejscowości odbywa się festiwal wikingów.